# Wang Guangyi

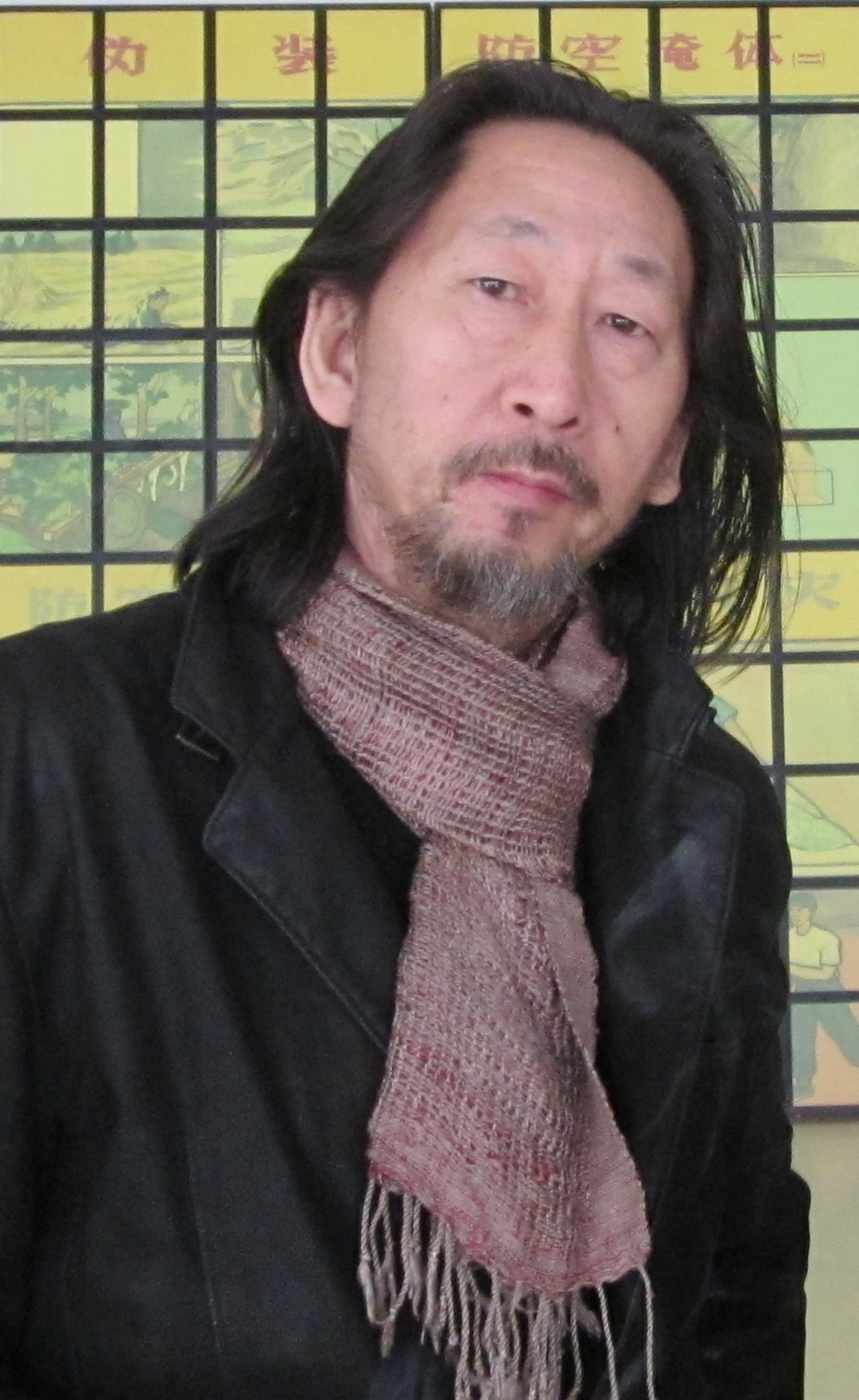
Wang Guangyi, 2011

Wang Guangyi (chinesisch 王广义, *1957, Harbin, Heilongjiang, China) ist ein zeitgenössischer, chinesischer Künstler. Er zählt zu den bekanntesten Vertretern der Bewegung zeitgenössischer chinesischer Kunst, die Ende der 1980er Jahre entstand. Er lebt und arbeitet in Peking.

## Leben und Werk
Der 1957 in Heilongjiang geborene Wang Guangyi gilt als einer der bedeutendsten chinesischen Künstler der Gegenwart. Sohn eines Bahnarbeiters aus Nordchina, arbeitete er für drei Jahre in einem Dorf auf dem Land. Nach der Pensionierung des Vaters wurde auch Wang Guangyi Bahnarbeiter. Er hat dabei jedoch nie seinen Traum vom Besuch einer Hochschule aufgegeben. Nach mehreren erfolglosen Versuchen wurde er dann an der Kunstakademie Zhejiang aufgenommen, wo er Ölmalerei studierte. Dort machte er 1984 seinen Abschluss. Wang Guangyi hat mit der Serie Great Criticism die Aufmerksamkeit der Kritik und des internationalen Marktes auf sich gezogen. Die Serie hat ihn zu einer Ikone der zeitgenössischen chinesischen Kunst gemacht.
Wie viele chinesische Künstler seiner Generation ist sein Werk stark von seiner Jugend während der Kulturellen Revolution beeinflusst. Gemeinsam mit – etwa gleichaltrigen – Künstlern wie Yue Minjun, Zeng Fanzhi, Fang Lijun wird Zeng zu einer Kunstrichtung gezählt, die als politischer Pop bezeichnet wird. Das Werk Wang Guangyis wird fälschlicherweise zum „Political Pop“ („Politischer Pop“) zugerechnet. Ein wichtiges Thema seines Werks ist hingegen sein Verhältnis zur Transzendenz.
Typisch für sein Werk ist die Verbindung von Propaganda-Kunst der Kulturrevolution mit Pop-Art-Ästhetik. Am bekanntesten ist dabei seine Serie Great Criticism, bei der er Logos westlicher Markenprodukte wie Coca-Cola, Gucci, Rolex oder Chanel mit Szenen aus Propagandaplakaten kombiniert.

### Hauptwerke und Hauptserien
- The Back of Humanity (1985) und Frozen North Pole (1984–85)

Die Arbeiten zur Serie Frozen North Pole verwenden ziemlich kalte und trostlose Zeichen. Sie sind durch einfache Formen und weiche Pinselstriche gekennzeichnet, um eine winterliche Welt darzustellen, die dem Künstler, der als junger Mann in Nordchina lebte, ziemlich vertraut ist. Der Nordpol wird in diesen Gemälden nicht im Hinblick auf seine geografischen Merkmale betrachtet, sondern als symbolischer Ort, wo ein neuer Glauben entsteht, in dem der Einzelne sich vor allem auf sich selbst bezieht, ohne sich aber deshalb von der Gesellschaft loszulösen. In den Jahren, in denen diese Gemälde entstanden, wurden in China Glaube und Zukunft vom Kommunismus verkörpert. Aber anstatt die Thesen des dialektischen Materialismus zu übernehmen, entschied die Gruppe junger Künstler aus dem Norden, zu der auch Wang Guangyi gehörte, sich mit den Texten der westlichen Philosophie auseinanderzusetzen.
- Post Classical (1986–1988)

Der von Wang Guangyi und ihm nahestehenden Künstlern entwickelte Begriff des Glaubens hat eine gewisse Affinität zu der klassischen westlichen Kunst gefunden. Die Serie Post Classical ist aus der synthetischen Revision der Meisterwerke der westlichen Kunst, die mit den Themen von Religion, Moral, Glaube und Ideologie verbunden sind, entstanden. Diese Gemälde verwenden verschiedene Grautöne und vereinigen die menschliche Figur und ihre Umwelt ohne viele Details. Das Ziel von Wang Guangyi war es, einen Stil zu entwickeln, der sich von der klassischen Kunst unterscheidet; mit dieser Strategie drückt er die Konzepte und persönliche Sichtweisen aus, die er aus der Lektüre von Gombrich entwickelt hat.
- Great Criticism (1990–2007)

Diese Werke verwenden Propagandabilder der Kulturrevolution und Logos zeitgenössischer Marken, die aus der westlichen Werbung stammen. Wang Guangyi hat diese Serie seit 1990 hergestellt aber im Jahr 2007 beendet. Er war überzeugt, dass der internationale Markterfolg der Serie ihren ursprünglichen Sinn, der darin besteht, dass politische Propaganda und Werbung zwei Formen der Gehirnwäsche sind, gefährden könnte.
- VISA (1994)

Die Installation bezieht sich auf die Kontrollmechanismen, die Regierungen verschiedener Länder verwenden, um die Bewegungen der Individuen durch Personalausweise und Reisepässe zu kontrollieren. In dieser Installation hat Wang Guangyi Holzkisten benutzt, die er sehr ordentlich aufeinander stapelte; die dem Zuschauer zugewandten Seite zeigt das Bild vom Gesicht eines Kindes, das in einem Krankenhaus fotografiert wurde. Die Bilder sind rot und grün abgetönt. Auf den Bildern hat Wang Guangyi mit Siebdruck seinen Vor- und Nachname, Geschlecht und Datum, an dem diese Arbeiten konzipiert wurden, den 2. Januar 1994 festgehalten (irrtümlicherweise wurde mehrfach geschrieben, dass es sich dabei um das Geburtsdatum der Künstler handelte). Auf einigen Kisten erscheint auch die Telefonnummer, die der Künstler damals benutzte; auf andere Kisten ist das Wort „VISA“ gedruckt.
- Passport (1994–1995), VISA (1995–1998) und Virus Carriers (1996–1998)

In diesen Serien von Gemälden sind die Begriffe „VISA“, „Passport“ und „Virus Carriers“ auf Bilder von Neugeborenen, Erwachsenen und Hunden auf gestempelt; die Aufschriften werden durch Informationen zu Name, Geburtsort, -datum und Geschlecht der Subjekte begleitet. Indem die Werke auf die bürokratischen Verfahren verweisen, die mit dem Reisen von einem Land in ein anderes verbunden sind, verraten sie wie sich der Staat schützt, indem er die potenzielle Gefahr von Individuen auslotet.
In der Serie Virus Carriers zeigt ein Gemälde das Bild eines Hundes, das von Angaben, die eine Art Tierausweis darstellen, begleitet wird; das Tier ist hier als ein gefährlicher Virusträger gekennzeichnet. VISA, Passport und Virus Carriers reflektiert den gesellschaftlichen Gebrauch von Angst als System zu Kontrolle, die Gefahren und Bedrohungen überschattet. Wang Guangyi fühlt noch ein ausgeprägtes, tief verwurzeltes Klima des gegenseitigen Verdachts und der drohenden Gefahr. Dieses Klima, das während des Kalten Kriegs entstand, ist heute immer noch präsent, obwohl sie den Aspekt der Zwangsindoktrinierung verloren hat. Die Wang Guangyis reflektiert damit über das Verhältnis der Macht zum Einzelnen. Die Macht behält die Kontrolle über das Individuum, indem sie die kollektiven Ängste schürt, um sich dann als Bollwerk gegen die unbekannten Gefahren, die wehrlose Personen plötzlich bedrohen, anzubieten. Nach Vorstellung des Künstlers entsteht durch diese Formen von psychischen Druck eine stillschweigende Übereinkunft zwischen der Macht und dem Individuum, die eine Art Schutz vor einer Ansteckung mit neuen Viren verspricht und als Gegenleistung einen Verzicht eines Teils der persönlichen Freiheit einfordert.
- Quarantine – All Food is Potentially Poisonous (1996) und 24-hour Food Degeneration Process (1997)

Um Quarantine-All Foods are Potentially Poisonous anzufertigen, hat Guangyi den kleinen Supermarkt seines Viertels in einem Ausstellungsraum rekonstruiert. Hier standen auf den Regalen, neben den üblichen Produkten des Supermarkts, zwanzig aus einer Quarantänestation entnommene Propagandaplakate über die Gefahren von mangelnder Hygiene. Im Angesicht dieser Gegenüberstellung ist der Zuschauer gezwungen, über Unsicherheiten und Ängste nachzudenken, von der er dachte, dass sie mit dem Ende des Kalten Kriegs verschwunden seien. Interessant zu bemerken ist, dass im feuchten Klima Südchinas, dass Gemüse einfach verfault. Aus Kartoffeln, Zwiebeln und anderen Knollen spießen hingegen neue Wurzeln und Triebe, die den Objekten eine neue Art der Erscheinung geben. Man könnte sagen, dass dieser Prozess eine neue Form von Schönheit schafft, die so die Angst vor der Fäulnis von Nahrungsmitteln verdrängt.
Mit 24-hour Food Degeneration Process zeigt der Künstler, dass alle Nahrungsmittel eine sogenannte „shelf life“ oder „Haltbarkeit“ von nur etwa 24 Stunden haben. Wenn ein Nahrungsmittel länger aufbewahrt wird, fängt man an es „frisch“ zu nennen. Mit fortschreitender Zeit verändert sich sein Zustand und damit auch die Art wie man es nennt. Die Installation besteht aus zehn kleinen Plakaten und vier kleinen unversiegelten Behältern voll mit Plastiktüten, Flaschen, Einmachgefäßen, Obst und Gemüse. Mit der Zeit beginnen die Nahrungsmittel allmählich zu verfaulen und unangenehm faulig zu riechen. Da sich die Besucher darüber bescherten wurde im Lauf der Ausstellung Obst und Gemüse mehrmals ausgewechselt, wodurch jedoch der langsame Zersetzungsprozess, der eines der Merkmale der Arbeit war, unterbrochen wurde.
- Basic Education (2001)

Basic Education ist eine Installation, die eine Baustelle während der Jahre des Kalten Kriegs wieder erschafft. Die Rekonstruktion verwendet Schaufeln, Baugerüste, Arbeitskleidung und Propagandaplakate. Die Wahrhaftigkeit der Szene erregt die Befürchtung, dass man ein psychologisches Klima wieder erlebt, das man glaubte, endgültig überwunden zu haben.
- Materialist series (2001–2005)

Materialist ist eine Serie von Skulpturen, die zwölf aus Propagandaplakaten entnommene Bilder von Arbeitern, Bauern und Soldaten aufgreift. Nach Wang Guangyi heben diese propagandistischen Bilder hervor, dass die hauptsächliche Kraft des Volkes und die Wut, die es mit seinen Bewegungen zum Ausdruck bringt, ihren Ursprung in seinen Glaube an die Ideologie hat. Mit diesen Skulpturen will der Künstler den Ausdruck des allgemeinen Gefühls der Leute visualisieren. Mit Referenz zum dialektischen Materialismus, hat das Wort „Materialist“ eine besondere Bedeutung in der Geschichte Chinas, weil es in einem Wort die sozialistische Ideologie zusammenfasst. Die chinesische Geschichte betont, dass die Chinesen „vollkommene Materialisten“ sind und dass „die vollkommenen Materialisten vor nichts Angst haben; sie können die Welt erobern und das Schicksal der Leute unserer Nation verändern“. Der Künstler sieht jedoch zugleich auch eine andere Bedeutungsebene in seinem Werk. In der Kunst werden die Dinge, die eine bestimmte konzeptuelle Eigenschaft haben, als „das Objekt“ bezeichnet. Dieser Begriff hat im Chinesischen denselben Wortstamm wie „Materialist“. Wang Guangyi erklärt: „Es gibt in diesem Fall einen linguistischen Zusammenhang mit den Materialisten. Ich will den Begriff Materialist verwenden, um so eine Doppeldeutigkeit zu erreichen, die das Publikum dazu bringt, eine doppelte kulturelle Verbindung herzustellen“.
- Monument to Laborers (2001)

Das ursprüngliche Projekt von Monument to Laborers wollte an Ort und Stelle zwanzig Betonplatten herstellen. In die sollten die Namen der Musterarbeiter und der Arbeiter, die in den letzten zwanzig Jahren in der chinesischen Stadt Shenzhen verletzten oder ums Leben gekommenen waren, eingraviert werden. Der Künstler wollte dann die Betonplatten mit Plexiglas abdecken, um jeder Platte die Bedeutung eines alternativen Monuments zu geben. Die endgültige Präsentation der Installation reproduzierte jedoch die monumentalen Skulpturen – The Materialist. Er hat diese in Glasvitrinen untergebracht und damit das Gefühl einer visuellen Distanz und Entfremdung von diesen an sich äußerst vertrauten Formen geschaffen. Das Publikum ist aufgefordert, die Bedeutung der Worte „Arbeit“ und „Arbeiter“ in einem konsumorientierten Kontext zu überdenken.
- Cold War Aesthetic (2007–2008)

Wang Guangyi ist überzeugt, dass die internationale politische Lage immer noch von den ideologischen und politischen Konflikten der Vergangenheit zwischen den USA, der Sowjetunion und China beeinflusst ist. Im Jahr 2007 hat der Künstler eine Serie von Werken geschaffen, mit denen er die psychologischen Wirkung, die von der Propaganda in den Jahren des Kalten Kriegs ausgegangen ist, untersucht.
Cold War Aesthetic besteht aus einer Videoinstallation, Skulpturen und Propagandaplakaten aus den siebziger Jahren. Dazu kommen Gemälde inspiriert von den Propagandaplakaten und von illustrierten Handbüchern, die die chinesische Regierung verfasste, um die Bevölkerung über das richtige Verhalten im Falle eines Atomangriffs zu informieren. Die gesamte Szenerie bezieht sich auf die Programme der nationalen Verteidigung, die in den sechziger Jahren die Bevölkerung darüber aufklärte, wie man sich im Fall eines Gas-, Atom- und Bakterienkriegs schützt; sie ruft die Erinnerung an Übungen wieder wach, an denen der Künstler selbst als Kind teilnahm. Durch die Rekonstruktion von Augenblicken einer vergangenen Zeit fordert die Installation den Zuschauer auf, sich mit der Realität jener Jahre auseinanderzusetzen. Sie zielt darauf ab ihm das Klima und die Geisteshaltung, die den Kalten Krieg charakterisiert haben, wieder erleben zu lassen. Wang Guangyi fordert den Zuschauer auf, sich eine eigene Meinung über Ereignisse zu bilden, die aus der jüngsten Vergangenheit immer noch die Gegenwart beeinflussen.
- Temperature (2010–2011)

Temperature ist eine Installation aus 1920 Thermometern, die in 48 Gruppen aufgeteilten sind. Die Thermometer sind als Metapher für ein Geräte zur Messung der „Temperatur“ von verschiedenen Regionen der Welt zu verstehen. Die Installation will nicht die Temperatur im wörtlichen Sinne messen, sondern das politische Klima, die Spannungen und Entspannungen, wie sie die örtlichen Bevölkerungen im Kontext ihres politischen und gesellschaftlichen Lebens erfahren.
- New Religion (2011)

New Religion ist eine Serie von Ölgemälden, deren Sujets die großen politischen Führer (Lenin, Stalin, Mao Zedong), die spirituellen Führer (Christus), die spirituellen und politischen Führer zugleich (Papst Johannes XXIII.) oder Philosophen, deren Denkweise immer noch Einfluss ausübt (Marx und Engels), sind. Es scheint, als habe Wang Guangyi die Bilder aus Negativen entnommen. Obwohl der Künstler in diesen Werken die traditionelle Maltechnik von Öl auf Leinwand anwendet, bricht die Ambiguität, die den Bezug auf das fotografische Medium erschafft, die Vertrautheit, die der Zuschauer mit ihnen hat und öffnet neue Überlegungen über ihre Bedeutung. Denselben störenden Einfluss üben die, auf einige Leinwände abgestempelten Nummern und das Abtropfen von Farben aus. Durch diese Serie von Werken hat sich Wang Guangyi gefragt, was die großen Utopien miteinander verbindet, worin der Reiz besteht, den sie auf den Menschen ausüben und weshalb alle Menschen Figuren brauchen auf die sie ihren Glaube projizieren.
- Sacred Object (2012)

Sacred Object besteht aus 600 Schichten Wachstuch, die sich auf dem Fußboden häufen und ein Parallelepiped (10 × 1,20 × 0,8 m) bilden. Das Wachstuch verweist auf die Pergamente, auf denen man in der Antike schrieb, aber auch auf die Wachstafel, in die man ebenfalls in der antiken Welt mit dem Griffel ritzte. Die Idee Wachstücher in Schichten übereinanderzulegen verweist auf ein Sedimentieren des Wissens, das sich im Laufe der Zeit durch Schreiben anhäuft. Die aufgeschichteten Blätter werden zu Landkarten der Welt, die, indem sie sich wieder mischen, eine fruchtbare Vermischung entstehen lassen. Diese verweist wiederum auf einen metaphysischen Horizont, in dem das Heilige ein Ort zum Dialog und Vergleich darstellt und nicht zum Konflikt.
- Things-In-Themselves (2012)

Things-In-Themselves ist eine Installation aus Jutesäcken voll Reis, die um die Außengrenzen des trichterförmigen Ausstellungsraums aufgestapelt sind. Die Installation geht zurück auf eine Erinnerung Wang Guangyis, der in seiner Jugend während der Jahre auf der Kunsthochschule, zeitweise in einem Getreidespeicher gearbeitet hat. Die Things-In-Themselves zugrunde liegenden Eindrücke aus der Jugend werden durch die Tatsache überwunden, dass in den Getreidespeichern die Getreidesäcke nicht so aufgestapelt sind, wie es in dieser Installation geschieht. In der Ausstellung, die für eine Installation im Today Art Museum im Jahr 2012 entstandenen ist, lassen die Säcke ihren Inhalt nicht erkennen. Der kann jedoch durch den Geruch erahnt werden Mit Things-In-Themselves kreiert Wang Guangyi Form und Bild von etwas Unerkennbarem, das jenseits der Erfahrung liegt; er bezieht sich folglich auf das was Kant „Noumenon“, „Ding an sich“ nennt.

## Wichtige Ausstellungen

### Einzelausstellungen
- Wang Guangyi: Cold War Aesthetics (Shanghai Pujiang Oversea Chinese Town Public Art Project), Pujiang Oversea Chinese Town, Shanghai, China, 2012.
- Thing in Itself: Utopia, Pop and Personal Theology – Wang Guangyi Retrospective. Today Art Museum, Peking, 2012.
- Chongqing Contemporary Art Center, 2011.
- He Xiangning Art Museum, Guangdong, 2008.
- Institute of Louisse Blouin Foundation, London, U.K., 2008.
- Visual Polity: Another Wang Guangyi, OCT Contemporary Art Terminal, He Xiangning / Art Museum, Shenzhen, China, 2008.
- Wang Guangyi, Galerie Thaddaeus Ropac, Paris, France, 2007.
- Wang Guangyi, Arario Gallery, Seoul, South Korea, 2006.
- Wang Guangyi, Galerie Urs Meile, Luzern, Switzerland, 2004.
- Wang Guangyi, Galerie Enrico Navarra, Paris, France, 2003.
- Wang Guangyi: Face of Faith, Soobin Art Int’l, Singapore, 2001.
- Witnessed: Wang Guangyi, Littmann Kulturprojekte, Basel, Switzerland, 1996.
- Wang Guangyi, Hanart TZ Gallery, Hong Kong, China, 1994.

(Quelle:)

### Gruppenausstellungen (Auswahl)
- Passage to History: 20 Years of La Biennale di Venezia and Chinese Contemporary Art, 55th Venice Biennale, 2013.
- 2010 Chinese Contemporary Art Invitational Exhibition, National Art Museum of China, Peking, 2010.
- Thirty Years of Chinese Contemporary Art, Minsheng Art Museum, Shanghai, 2010.
- China contemporary art exhibition, Cuba Museo Nacional de Bellas Artes, Havanna, Kuba, 2009.
- Contemporary Chinese Art from the Sigg Collection, Peabody Essex Museum, Salem, Mass, USA, 2009.
- ChinaMania, Colorful, Diverse and Distinctly Narrative, Arken Museum for Moderne Kunst, Kopenhagen, 2009.
- Five Years of Duolun: Chinese Contemporary Art Retrospective Exhibition, Shanghai Duolun Museum of Modern Art, Shanghai, 2008.
- Avant-Garde China: Twenty Years of Chinese Contemporary Art, The National Art Center, Tokio, Japan, 2008.
- Writing on the Wall, Chinese New Realism and Avant-Garde in the Eighties and nineties, Groninger Museum, Groningen
- Chinese Contemporary art, Tretjakow-Galerie, Moskau, 2007.
- Mahjong: Chinesische Gegenwartskunst aus der Sammlung Sigg, Hamburger Kunsthalle, Hamburg, 2007, und Kunstmuseum Bern, 2005.
- Chine, le corps partout? Le Musée d’Art Contemporain, Marseille, Frankreich, 2004.
- Alors la Chine?, Centre Pompidou, Paris, Frankreich, 2003.
- Towards a New Image, Twenty Years of Chinese Contemporary Painting, The National Art Museum of China, Peking; Kunstmuseum Shanghai, Shanghai; Guangdong Art Museum, Guangzhou; Sichuan Modern Art Museum, Chengdu, 2001.
- Inside Out, New Chinese Art, Museo de Art Contemporaneo, Monterrey, Mexiko, 1999.
- China! Haus der Kulturen der Welt, Berlin, 1998, Künstlerhaus Wien, 1997, Kunstmuseum Bonn, 1996.
- Magie der Zahl in der Kunst des 20. Jahrhunderts, Staatsgalerie Stuttgart, 1997.
- 22. Biennale von São Paulo, 1994.
- China Avant-garde, Haus der Kulturen der Welt, Berlin; Kunsthal Rotterdam, Brandts Klaederfabrik, Odense, Dänemark; Hildesheim Art Gallery; Museum of Modern Art, Oxford, 1993.
- Modern Chinese Art, Tokyo Art Gallery, Tokio, Japan, 1990.
- The 6th Art Exhibition of People’s Republic of China, China National Art Gallery, Peking, 1986.

(Quelle:)

## Veröffentlichungen

### Monografien
- Wang Guangyi, timezone 8, Hong Kong 2002. Essays by Karen Smith, Yan Shanchen, Charles Merewether, Li Xianting, Huang Zhuan and Lu Peng. ISBN 962-86388-7-4.
- Demetrio Paparoni, Wang Guangyi, Words and Thoughts 1985–2012, Skira, Mailand 2013, ISBN 978-88-572-1567-9.
- Huang Zhuan, Politics and Theology in Chinese Contemporary Art /Reflections on the work of Wang Guangyi, Skira, Mailand 2013, ISBN 978-88-572-2143-4.

### Kataloge
- Yan Shanchun, Lu Peng and others, Wang Guangyi within the Trends of Contemporary Art (Chengdu: Sichuan Fine Arts Publishing House, 1992).
- Wang Guangyi: Face of Faith (Singapore: Soobin Art Int’l, 2001).
- Wang Guangyi: The Legacy of Heroism (Hong Kong and Paris: Hanart TZ Gallery and Galerie Enrico Navarra, 2004).
- Wang Guangyi (Seoul: Arario Gallery, 2006).
- Wang Guangyi: Art and People (Chengdu: Sichuan Fine Arts Publishing House, 2006).
- Wang Guangyi (Seoul and Paris: Arario Gallery and Galerie Thaddaeus Ropac, 2007).
- Huang Zhuan and Fang Lihua, Visual Politics: Another Wang Guangyi (Guangzhou City: Lingnan Fine Arts Publishing House, 2008).
- Wang Guangyi: Cold War Aesthetics (London: Louise Blouin Foundation, 2008).
- Thing-in-Itself: Utopia, Pop and Personal Theology, edited by Huang Zhuan (Guangzhou City: Lingnan Art Publishing House, 2012)

## Öffentliche Sammlungen
- Allen Memorial Art Museum, Oberlin, Ohio, USA.
- Carmen Thyssen-Bornemisza Collection, Madrid, Spain.
- Cartier Limited, Paris, France.
- China Academy of Fine Arts, Hangzhou, China.
- China Club, Hong Kong, China.
- Deutsches Historisches Museum, Berlin, Germany.
- Essl Museum – Kunst der Gegenwart, Vienna, Austria.
- Guangdong Art Museum, Guangzhou City, China.
- Guggenheim Museum, Abu Dhabi, United Arab Emirates.
- Guy & Myriam Ullens Foundation, Switzerland.
- He Xiangning Art Museum, Shenzhen, China
- Long Museum, Shanghai, China. • Museum Ludwig, Aachen, Germany.
- Minsheng Art Museum, Shanghai, China
- Overseas Chinese Town, Shanghai, China.
- Pacific Asia Museum, Pasadena, California, USA.
- San Francisco Museum of Modern Art, San Francisco, California, USA.
- Shenzhen Art Museum, Shenzhen, China.
- Taikang Life Insurance Company
- Limited, Beijing, China.
- The Ford Foundation, New York, USA.
- The Sammlung Essl Collection of contemporary Art (Kunst der Gegenwart), Vienna, Austria.
- Today Art Museum, Beijing, China.
- Yuz Art Museum, Jakarta, Indonesia.

## Dokumentarfilme über Wang Guangyi
- CHIMERAS – Wang Guangyi, Mika Mattila (Finland), 69m17s, Mika Mattila & Navybluebird Ltd., Special show: Today Art Museum, Beijing, 2012; Toronto, 2013; San Francisco, 2013.
- Reasoning with Idols – Wang Guangyi, Andrew Cohen (Swiss), 26m46s, A-C Films, Swiss, 2012.
- Art of Wang Guangyi, Wang Junyi (China), 76m20s, Wang Guangyi Studio, Chongqing: Tank Loft-Chongqing Contemporary Art Center, 2011; Shanghai: Shanghai Museum, 2011; Beijing: Today Art Museum, 2012.
- Arts China – Wang Guangyi, Weng Ling (China), 36m22s,
- The Travel Channel (Hainan), China (satellite television), 2010.
- Wang Guangyi, Wang Luxiang (China), 36m13s, Phoenix Television, 2006, Hong Kong, China
- The Orient Sun – Wang Guangyi, 48m39s, SBS Television, South Korea, 2005.
- 85 New Wave, Shi Xianfa (China), 20m02s, CCTV, China, 1986.